# Patrode
Patrode/Patrodo/Patra/Patrodu es un plato vegetariano de la costa occidental (Konkan) y Himachal Pradesh, India. Se conoce como Patra en Guyarat, Patrodo en Maharastra (especialmente en Malvan) y Goa, Patrode en Coastal Karnataka y Patrodu en Himachal Pradesh. Patra en sánscrito y sus idiomas derivados significa hoja y vade/vado significa bola de masa.
Está hecho de hojas de colocasia (chevu en Tulu, taro, kesuve o arbi) rellenas de harina de arroz y saborizantes como especias, tamarindo y azúcar moreno (azúcar en bruto).